# Ermita de la Virgen de la Soledad (Badajoz)
Ermita de la Virgen de la Soledad de Badajoz es una templo de la iglesia católica situado en pleno centro de la ciudad de Badajoz (España) de la que es Patrona. La plaza donde está la ermita se llama precisamente Plazuela de la Soledad.

## Primera ermita
Esta ermita se construyó en dos épocas diferentes. La primera en el año 1664 y fue su promotor Francisco de Tutaville y de Tufo, Duque de San Germán y Capitán General de Extremadura para albergar la imagen de la Virgen de la Soledad (Patrona de Badajoz), que el propio duque encargó en 1660 a un escultor  napolitano.
La ermita dio nombre a la plaza adjunta y estaba situada en los terrenos colindantes que hoy ocupa el edificio de La Giralda, pero debido a los irreparables daños que sufrió en la Guerra de la Independencia, hubo que derruirla para construir un nuevo templo durante el primer tercio del siglo XX, en el lugar donde se encuentra actualmente. Se conservó la fachada  marmórea labrada y una imagen de la Virgen que en la actualidad se encuentra en el denominado «Parque Infantil», a modo de oratorio público.

## Segunda ermita
La inauguración de la nueva ermita tuvo lugar el 17 de julio de 1935. En ese día se llevó a la imagen de la Virgen de la Soledad, que estaba guardada en la Catedral, en procesión hasta su nuevo templo. Desde entonces esta ermita es un referente religioso y de oración continua para la sociedad pacense, ya que la Virgen es la Patrona de Badajoz, máxime si se tiene en cuenta que la puerta exterior tiene dos grandes ventanales acristalados de forma que, quien por allí circule o quiera visitar a la Virgen a cualquier hora, puede verla perfectamente desde el exterior si el templo estuviese cerrado.
Su interior tiene dos plantas: en la inferior, más antigua y adornada, preside el altar mayor la imagen de la Virgen de la Soledad (Patrona de Badajoz), que es una  Madonna italiana del siglo XVII. El techo plano está artesonado. La parte superior, también de gran belleza, fue costeada por la familia Olleros, su decoración es de estilo bizantino y es una réplica del salón del trono del rey Luis II, El Loco de Baviera.